# Championnat du monde junior de hockey sur glace 1989
Navigation
URSS 1988 Finlande 1990
La treizième édition du championnat du monde junior de hockey sur glace a eu lieu entre décembre 1988 et le décembre 1989 aux États-Unis pour le groupe A, entre le et le mars pour le groupe B en France et enfin dû au mars en Grande-Bretagne pour le groupe C.

## Championnat A
Les matchs du championnat A se sont déroulés dans la ville d’Anchorage aux États-Unis.

### Résultats du championnat A
| Équipe             | URSS. | Suè. | Tch. | Can. | U.S.A. | Fin. | Nor. | All. |
| ------------------ | ----- | ---- | ---- | ---- | ------ | ---- | ---- | ---- |
| URSS               |       | 3–2  | 3–5  | 7–2  | 4–2    | 9–3  | 10–0 | 15–0 |
| Suède              | 2–3   |      | 5–3  | 5–4  | 3–1    | 6–2  | 11–1 | 9–0  |
| Tchécoslovaquie    | 5–3   | 3–5  |      | 2–2  | 1–5    | 7–2  | 7–1  | 11–1 |
| Canada             | 2–7   | 4–5  | 2–2  |      | 5–1    | 4–3  | 7–1  | 7–4  |
| États-Unis         | 2–4   | 1–3  | 5–1  | 1–5  |        | 5–5  | 12–4 | 15–3 |
| Finlande           | 3–9   | 2–6  | 2–7  | 3–4  | 5–5    |      | 9–3  | 5–3  |
| Norvège            | 0–10  | 1–9  | 1–7  | 1–7  | 4–12   | 3–9  |      | 4–2  |
| Allemagne fédérale | 0–15  | 0–9  | 1–11 | 4–7  | 3–15   | 3–5  | 2–4  |      |

### Classement du championnat A
|        | Équipe             | PJ | V | N | D | BP | BC |
| ------ | ------------------ | -- | - | - | - | -- | -- |
| Or     | URSS               | 7  | 6 | 0 | 1 | 51 | 14 |
| Argent | Suède              | 7  | 6 | 0 | 1 | 39 | 14 |
| Bronze | Tchécoslovaquie    | 7  | 4 | 1 | 2 | 36 | 19 |
| 4      | Canada             | 7  | 4 | 1 | 2 | 31 | 23 |
| 5      | États-Unis         | 7  | 3 | 1 | 3 | 41 | 25 |
| 6      | Finlande           | 7  | 2 | 1 | 4 | 29 | 37 |
| 7      | Norvège            | 7  | 1 | 0 | 6 | 14 | 56 |
| 8      | Allemagne fédérale | 7  | 0 | 0 | 7 | 13 | 66 |

## Championnat B
Avant le début à proprement parler du championnat B une phase qualificatioin s’est jouée au cours du mois de décembre entre l’Italie et le Danemark. Les jeunes Danois se sont imposés sur la marque de 4 à 3 puis de 2 à 1 pour gagner leur place dans le championnat B alors que les Italiens allaient jouer leur mondial dans le groupe C.
Le championnat B s'est joué à Chamonix en France.

### Résultats du championnat B
| Équipe      | Pol. | Sui. | Rou. | Jap. | You. | Fra. | Dan. | P.-Bas |
| ----------- | ---- | ---- | ---- | ---- | ---- | ---- | ---- | ------ |
| Pologne     |      | 9–1  | 13–4 | 7–2  | 6–5  | 5–3  | 4–2  | 5–3    |
| Suisse      | 1–9  |      | 2–0  | 9–5  | 13–1 | 3–1  | 8–1  | 9–2    |
| Roumanie    | 4–13 | 0–2  |      | 5–1  | 2–5  | 6–3  | 9–5  | 6–2    |
| Japon       | 2–7  | 5–9  | 1–5  |      | 8–4  | 6–2  | 5–4  | 5–3    |
| Yougoslavie | 5–6  | 1–13 | 5–2  | 4–8  |      | 6–2  | 5–4  | 5–3    |
| France      | 3–5  | 1–3  | 3–6  | 2–6  | 3–6  |      | 4–4  | 7–1    |
| Danemark    | 2–4  | 1–8  | 5–9  | 4–5  | 3–11 | 4–4  |      | 6–1    |
| Pays-Bas    | 3–5  | 2–9  | 2–6  | 3–5  | 5–10 | 1–7  | 1–6  |        |

### Classement du championnat B
|   | Équipe      | PJ | V | N | D | BP | BC |
| - | ----------- | -- | - | - | - | -- | -- |
| 1 | Pologne     | 7  | 7 | 0 | 0 | 49 | 20 |
| 2 | Suisse      | 7  | 6 | 0 | 1 | 45 | 19 |
| 3 | Roumanie    | 7  | 4 | 0 | 3 | 32 | 31 |
| 4 | Japon       | 7  | 4 | 0 | 3 | 32 | 34 |
| 5 | Yougoslavie | 7  | 4 | 0 | 3 | 32 | 34 |
| 6 | France      | 7  | 1 | 1 | 5 | 23 | 31 |
| 7 | Danemark    | 7  | 1 | 1 | 5 | 25 | 42 |
| 8 | Pays-Bas    | 7  | 0 | 0 | 7 | 17 | 48 |

## Championnat  C
Le groupe C s’est joué à Basingstoke en  Grande-Bretagne.

### Résultats du championnat C
| Équipe          | Aut. | Ita. | Cor.N. | G.-Br. | Bul. |
| --------------- | ---- | ---- | ------ | ------ | ---- |
| Autriche        |      | 2–2  | 7–5    | 5–2    | 7–5  |
| Italie          | 2–2  |      | 7–4    | 6–6    | 7–2  |
| Corée du Nord   | 5–7  | 4–7  |        | 5–4    | 3–2  |
| Grande-Bretagne | 2–5  | 6–6  | 4–5    |        | 3–3  |
| Bulgarie        | 5–7  | 2–7  | 2–3    | 3–3    |      |

### Classement du championnat C
|   | Équipe          | PJ | V | N | D | BP | BC |
| - | --------------- | -- | - | - | - | -- | -- |
| 1 | Autriche        | 4  | 3 | 1 | 0 | 21 | 14 |
| 2 | Italie          | 4  | 2 | 2 | 0 | 22 | 14 |
| 3 | Corée du Nord   | 4  | 2 | 0 | 2 | 17 | 20 |
| 4 | Grande-Bretagne | 4  | 0 | 2 | 2 | 15 | 19 |
| 5 | Bulgarie        | 4  | 0 | 1 | 3 | 12 | 20 |